# Cittaslow
Cittaslow (de l'italien città « ville » et de l’anglais slow « lent(e) »), aussi appelé Réseau international des villes du bien vivre, est une communauté de villes qui s'engagent à ralentir le rythme de vie de leurs citoyens. Ce mouvement d'urbanisme s'inscrit dans les mouvements de la décroissance économique et du nouvel urbanisme.

## Présentation
Le précurseur de ce mouvement politique est le petit livre manifeste d'Ivan Illich, Énergie et équité, paru en français en 1973.
Inspiré de l’écogastronomie, l'association Cittaslow est créé dans la foulée en Italie, dans la localité toscane de Greve in Chianti en 1999, par les maires de Bra, Greve in Chianti, Orvieto et de Positano. Depuis 2024, le président de Cittaslow Int. est Mauro Migliorini, maire d'Asolo.
Le réseau réunit en 2021, près de 300 villes, dont de nombreuses villes italiennes et s'étend sur plus de 30 pays dont l'Australie, l'Autriche, la Belgique (9 villes en 2024), la France (10 villes en 2021), la , la Corée du Sud, l'Allemagne (à Überlingen), la Nouvelle-Zélande, la Norvège (à Levanger), la Pologne, le Portugal, l'Espagne, la Turquie) ou la Suisse.
En France, Segonzac (Charente) est la première commune à avoir adhéré à la charte Cittaslow le 8 mai 2010. 
Le label Cittaslow reconnu par l’Organisation des Nations Unies pour l’alimentation et l’agriculture, n'est pas reconnu en France.

## Marketing territorial
Comme tout label, Cittaslow peut devenir un simple outil de communication dans une logique de marketing territorial, notamment pour développer le tourisme. Ainsi, la municipalité de Saint-Antonin-Noble-Val, pourtant Cittaslow, n’a pas consulté ses habitants sur différents projets contrairement à ce que préconise la charte Cittaslow, à savoir renforcer la démocratie locale et la participation des habitants à la vie municipale. Par ailleurs, la signature du contrat Grand Site Occitanie dont l’objectif est d’augmenter la fréquentation touristique, ainsi que l’installation d’une via ferrata au sein d’une zone Natura 2000 ne paraissent pas en adéquation avec les préconisations écologiques du label. De fait, l'élu de Saint-Antonin-Noble-Val référent Cittaslow déclare dans une enquête que les projets de la municipalité ne doivent pas être soumis à la charte Cittaslow.

## Principes de la charte
Le label s'adresse à des villes moyennes de moins de 50 000 habitants où chacune doit s'engager à adopter des mesures coercitives qui vont dans le sens d’un urbanisme à visage humain.
Son obtention s'articule autour d'un manifeste qui compte 72 recommandations découpé en 7 thématiques dont les principales sont : 
- Multiplication des zones piétonnières ;
- Mise en valeur du patrimoine urbain historique en évitant la construction de nouveaux bâtiments ;
- Création de places publiques où l’on peut s’asseoir et converser paisiblement ;
- Développement du sens de l’hospitalité chez les commerçants ;
- Règlements visant à limiter le bruit ;
- Développement de la solidarité intergénérationnelle ;
- Développement des productions locales, domestiques, artisanales et des basses technologies ;
- Préservation et développement des coutumes locales et produits régionaux ;
- Développement des commerces de proximité ;
- Systèmes d'échanges locaux ;
- Priorité aux transports en commun et autres transports peu polluants ;
- Participation des habitants à la vie municipale.